# 卡勒·韦斯特隆德
卡勒·韦斯特隆德（瑞典語：Kalle Westerlund，1897年9月22日—1972年2月11日），芬兰男子摔跤运动员。他曾代表芬兰参加1924年夏季奥林匹克运动会摔跤比赛，获得男子古典式轻量级铜牌。